# مراد فهمي
مراد فهمي (1 يوليو 1910 - 1 سبتمبر 1983) كان مدرب كرة قدم مصري ساعد مصر في تحقيق أول فوز لها بكأس الأمم الأفريقية .

## سيرته الشخصية
مراد فهمي كان لاعب كرة قدم في نادي الأهلي.بين عامي 1955 و 1958 كان فهمي مدربا للمنتخب المصري لكرة القدم. قاد مصر إلى الفوز النسخة الإفتتاحية كأس الأمم الأفريقية في 1957.
 بعد تقاعده من التدريب، أصبح مراد فهمي عضوا مؤسسا في الاتحاد الإفريقي لكرة القدم (الكاف). كان فهمي الأمين العام للكاف بين عامي 1961 و 1982. وكان فهمي أيضا وزيرا للزراعة في عهد جمال عبد الناصر. توفي مراد فهمي في عام 1983 أثناء حضوره اجتماع الكاف في أبيدجان.

## الحياة الشخصية
يكون مراد فهمي جد عمرو فهمي.

## الإنجازات
- كأس الأمم الإفريقية 1957